# فاسيليس دانييل
فاسيليس دانييل (باليونانية: Βασίλης Δανιήλ)‏ هو مدرب كرة قدم ولاعب كرة قدم يوناني، ولد في 3 أغسطس 1938 في كافالا في اليونان.